# 速度加成式
本条目中，向量與标量分別用粗體與斜體顯示。例如，位置向量通常用 {\displaystyle \mathbf {r} \,\!} 表示；而其大小則用 {\displaystyle r\,\!} 來表示。
物理學中，速度加成式是將不同參考系下個別描述同一移動物體速度的關聯方程式。

## 伽利略速度加成
伽利略觀察到：當一艘船以相對海岸的速度v移動，而在船上量到一隻蒼蠅以速度u移動，則海岸邊的人會測到的蒼蠅速度服從速度加成式：
{\displaystyle \,\mathbf {s} =\mathbf {v} +\mathbf {u} }
其中s是相對於海岸的蒼蠅速度。
在船與蒼蠅速度都遠小於真空中光速c時，這個向量直接相加的速度加成式大致正確。此為牛頓力學的一項運動學基礎。適用牛頓力學的伽利略宇宙採用了絕對時空的概念，而速度加成服從伽利略變換的關係式。

## 狹義相對論
上述的例子在狹義相對論的情形，船參考系的時鐘與尺與岸上的不同。同時的概念也有所改變，因此速度加成式也不一樣。這些差異在速度遠小於c的情形是可忽略的，而在接近光速時就變得重要。對於同一直線上（共線性）的運動，速度加成式變為：
{\displaystyle {\vec {v}}_{\mathrm {B|A} }={\frac {{\vec {v}}_{\mathrm {B} }-{\vec {v}}_{\mathrm {A} }}{1-{\frac {{\vec {v}}_{\mathrm {A} }{\vec {v}}_{\mathrm {B} }}{c^{2}}}}}}
其與雙曲正切函數的加成式形式相同：
{\displaystyle \tanh(\alpha +\beta )={\tanh(\alpha )+\tanh(\beta ) \over 1+\tanh(\alpha )\tanh(\beta )}}
其中
{\displaystyle {v \over c}=\tanh(\alpha )\ ,\quad {u \over c}=\tanh(\beta )\ ,\quad \,{s \over c}=\tanh(\alpha +\beta )}。
可看出共線性的速度加成是符合結合律與交換律的。物理量α與β（等於速度除以c的artanh）稱為快度。如此原因是因為相對論中的勞侖茲變換可想作是雙曲旋轉，旋轉角度即快度，而這個轉角是可以加成的。
速度加成式有另個等價代數形式，透過光速不變原理可導得：
{\displaystyle {c-s \over c+s}=\left({c-u \over c+u}\right)\left({c-v \over c+v}\right).}
共線性的速度加成式為最初驗證狹義相對論運動學的一項測試。如邁克生干涉儀、菲佐實驗都是這類實驗，其中用到與光行進方向相同的流動液體。光在液體中的速率叫真空中為慢，並且隨著流體速度變化。相關實驗皆顯示相對論的速度加成式是正確的。

## 外部連結
- （英文）阿諾·索末菲(1909): On the Composition of Velocities in the Theory of Relativity, Verh. der DPG, 21: 577-582